# Oberea curticollis
Oberea curticollis là một loài bọ cánh cứng trong họ Cerambycidae.